# Liste der Naturdenkmale in Bechtheim
Die Liste der Naturdenkmale in Bechtheim nennt die im Gemeindegebiet von Bechtheim ausgewiesenen Naturdenkmale (Stand 17. Februar 2024).

## Naturdenkmale
| Nr.         | Bezeichnung | Lage                                            | Beschreibung     | Bild                                    |
| ----------- | ----------- | ----------------------------------------------- | ---------------- | --------------------------------------- |
| ND-7331-377 | Speierling  | westlich des Ortes; Flur Im Borrechergrund Lage | Sorbus domestica | Direkt Bild zu diesem Denkmal hochladen |